# Dominique Da Silva (homme politique)
Pour les articles homonymes, voir Dominique Da Silva.
Dominique Da Silva, né le 30 juin 1968 à L'Isle-Adam, est un homme politique français. Il est député du Val-d'Oise de 2017 à 2024, sous l'étiquette de La République en marche.

## Biographie
Entrepreneur dans la construction modulaire écologique, 1er maire-adjoint de la ville de Moisselles, délégué aux Finances et au budget de 2008 à 2017 et conseiller municipal jusqu'en 2020, Dominique Da Silva est élu député de la septième circonscription du Val-d'Oise lors des élections législatives de 2017 sous les couleurs de La République en marche.
Avec 36 % des voix, il se place en tête du premier tour face à Jérôme Chartier (LR), qui détient ce siège de député depuis 2002 et réalise un score de 24,3 %. Il remporte le second tour avec 53,9 % des suffrages, contre 46,1 % pour Jérôme Chartier.

## Mandats et fonctions
- 2008 à 2020: conseiller municipal de Moisselles (95)
- 2008 à juillet 2017 : 1er maire-adjoint de Moisselles, délégué aux Finances et au budget
- 21 juin 2017 - 9 juin 2024 : député de la 7e circonscription du Val-d'Oise
- depuis 2018 : Président du Comité de surveillance de la CADES

## Député

### Activité à l’Assemblée nationale

#### Retraites
En 2018, il est nommé « ambassadeur » du projet de réforme des retraites porté par le haut-commissaire Jean-Paul Delevoye. Dans ce cadre, il se rend dans plusieurs villes de France pour réaliser des ateliers retraites à destination du grand public,.

#### Travailleurs indépendants
Début mars 2021 il lance un cycle d’auditions visant à examiner l’efficacité de l’allocation des travailleurs indépendants et plaide pour l’élargissement des critères d’éligibilité de ce dispositif de sécurité face à la perte d’activité des travailleurs non-salariés né de la loi Avenir professionnel de 2018,.
Faisant le constat de critères trop restrictifs il le remet mercredi 28 avril 2021 au ministre délégué aux PME Alain Griset, formulant 13 propositions notamment pour assouplir les conditions d’accès et réformer le financement de ce dispositif,.

#### Conditionnalité des aides publiques
En octobre 2020 il est désigné co-rapporteur d’une mission d’information parlementaire sur la conditionnalité des aides publiques données aux entreprises face à la crise sanitaire de Covid-19.
Préconisant de mieux contrôler et encadrer ces aides, il fait valoir qu’« il est immoral de fermer une usine, comme Bridgestone l'a fait avec son site de Béthune après avoir reçu 20 millions d'euros de CICE et 620 000 euros d'aides régionales ».

## Prises de position

### Accès aux soins des étrangers
Lors des débats sur l'examen des crédits des missions « immigration » et « santé » du projet de loi de Finances pour 2020 il se prononce en faveur d’une restriction de l'accès aux soins des demandeurs d'asile. Il estime « qu’il existe un dévoiement de la protection universelle maladie (PUMa) par des gens qui profitent du remboursement des soins dès le dépôt de leur demande d'asile alors qu'ils ne recherchent pas du tout ce statut »,.

## Publication
- Plan d'urgence pour l'abolition du chômage, auto-édition, 2014 (ISBN 978-2-3520-9767-9, lire en ligne)